# Боль в горле
Больно́е го́рло (или бо́ль в го́рле) — боль, першение или раздражение в горле, часто усиливающиеся при глотании. Это часто встречающийся симптом, обычно вызван острым фарингитом (воспалением задней части глотки), обычно является симптомом острых респираторных вирусных инфекций, ларингита, тонзиллита (воспаление миндалин), стрептококкового фарингита или инфекционного мононуклеоза. Может быть также и по другим причинам, включая воздействие на горло раздражителей, таких как дым (в частности, от курения), воздействие кислоты, попадающей в горло из желудка при гастроэзофагеальной рефлюксной болезни, и в результате аллергии.
Поскольку обычно причиной больного горла являются вирусы, в большинстве случаев, за исключением стрептококкового фарингита, антибиотики не требуются. Стрептококковый же фарингит диагностируется по набору симптомов и назначаемому по ним экспресс-тесту, лечится курсом антибиотиков в случае положительного теста. Основным симптоматическим лечением является снижение болевых ощущений.
Основной задачей клинических руководств по больному горлу является учёт заболеваемости стрептококковым фарингитом или другими бактериальными инфекциями с частотой возникновения осложнений и регулирование применения антибиотиков, при этом многие руководства оказываются не адаптированными к актуальным данным. Рекомендаций по симптоматическому лечению большинство клинических руководств обычно не предоставляет.

## Терминология
«Больное горло» означает боль в любой части горла. Данное понятие часто употребляется синонимично с фарингитом, который является медицинским термином для обозначения воспалённого горла, фактически же больное горло является результатом фарингита и его основным симптомом, но может быть симптомом и других состояний. Например, если воспалены преимущественно миндалины, то такое воспаление называют тонзиллитом, симптомом тонзиллита также может быть больное горло.

## Дифференциальная диагностика
Больное горло обычно вызывается раздражением или воспалением. Наиболее распространённой причиной (в 80 % случаев) является острый вирусный фарингит (вирусная инфекция горла). В 20—30 % случаев выявить, что за вирус является причиной боли в горле, даже при помощи вирусологической лаборатории не представляется возможным. Среди других причин - другие инфекции (обычно стрептококковый фарингит), травмы и опухоли.
При стрептококковом фарингите боль в горле может быть сильной и может длиться достаточно долго. У детей стрептококковый фарингит является причиной 37 % случаев больного горла.
Гастроэзофагеальная рефлюксная болезнь (кислотный рефлюкс) может вызывать обратное затекание желудочного сока в горло, чем так же вызывать там боль.

## Лечение
В большинстве случаев требует минимального лечения или не требует лечения. Однако боль в горле может быть связана с более серьёзными заболеваниями, такими как эпиглоттит (воспаление надгортанника) и заглоточного абсцесса.
Для облегчения болей в горле помогают такие анальгетики, как нестероидные противовоспалительные препараты и парацетамол (ацетаминофен), однако эффект от них ограниченный, и иногда они могут причинить вред. Клиника Майо советует полоскать горло солёной тёплой водой и дать отдохнуть голосовым связкам. Без активного лечения симптомы обычно сохраняются от двух до семи дней.
Самостоятельно облегчить боль в горле возможно полосканием тёплой подсоленной водой, обильным питьём, употреблением прохладной или мягкой пищи, избеганием курения, в том числе пассивного, а также рассасыванием кубиков льда, фруктового льда на палочке или сосательных конфет, однако маленьким детям нельзя давать ничего твёрдого для рассасывания, поскольку они могут подавиться.
Существуют рекомендации избегать употребления очень горячих напитков, ограничиваясь тёплыми или прохладными. Одно исследование предполагает, что употребление горячих напитков при простуде или гриппе может дать быстрое облегчение боли в горле, которое может сохраняться по длительности до получаса, однако исследование имело много ограничений. В общем случае рекомендуется обильное питьё, которое может быть холодное или горячее, в зависимости от предпочтений больного и приносимого ему облегчения.

## Эпидемиология
В Соединенных Штатах в год происходит около 2,4 млн обращений в отделения неотложной помощи с жалобами, связанными с горлом.